# Campeonato Mundial de Remo de 1974
El IV Campeonato Mundial de Remo se celebró en Lucerna (Suiza) entre el 4 y el 8 de septiembre de 1974 bajo la organización de la Federación Internacional de Sociedades de Remo (FISA) y la Federación Suiza de Remo.
Las competiciones se realizaron en el canal de remo del lago Rotsee, ubicado al norte de la ciudad helvética.

## Medallistas

### Masculino
| Evento                         | Oro | Plata | Bronce |
| ------------------------------ | --- | --- | --- |
| Scull individual M1X           | Wolfgang Hönig RDA | James Dietz Estados Unidos | Nikolai Dovgan URSS |
| Doble scull M2X                | Christof Kreuziger Hans-Ulrich Schmied RDA | Alf Hansen · Frank Hansen · Noruega · | Christopher Baillieu Michael Hart Reino Unido                                                                                                 |
| Cuatro scull M4X               | Joachim Dreifke Götz Draeger Rüdiger Reiche Jürgen Bertow RDA                                                                                          | Mustafayev Kochel Yuri Yakimov Guennadi Korshikov URSS | Filip Koudela Zdeněk Pecka Miroslav Laholík Jaroslav Hellebrand Checoslovaquia                                                                |
| Dos sin timonel M2-            | Bernd Landvoigt Jörg Landvoigt RDA | Ilie Oantă Dumitru Grumezescu Rumania | Alfons Ślusarski · Zbigniew Ślusarski · Polonia ·                                                                                             |
| Dos con timonel M2+            | Vladimir Yeshinov Nikolai Ivanov Alexandr Lukianov (t) URSS                                                                                            | Wolfgang Gunkel Jörg Lucke Klaus-Dieter Neubert (t) RDA | Oldřich Svojanovský Pavel Svojanovský Vladimír Petříček (t) Checoslovaquia                                                                    |
| Cuatro sin timonel M4-         | Siegfried Brietzke Andreas Decker Stefan Semmler Wolfgang Mager RDA                                                                                    | Raul Arnemann Nikolai Kuznetsov Serguei Posdeyev Anushavan Gasan-Dzhalalov URSS | Peter van Roye Klaus Jäger Bernd Truschinski Reinhard Wendemuth RFA                                                                           |
| Cuatro con timonel M4+         | Andreas Schulz Rüdiger Kunze Walter Dießner Ullrich Dießner Wolfgang Groß (t) RDA                                                                      | Guennadi Moskovski Alexandr Pliushkin Vladimir Vasiliev Anatoli Nemtyriov Igor Rudakov (t) URSS                                                                                                 | Hans-Johann Färber Ralph Kubail Peter-Michael Kolbe Peter Niehusen Uwe Benter (t) RFA                                                         |
| Ocho con timonel M8+           | Alan Shealy Hugh Stevenson Richard Cashin Mark Norelius John Everett Michael Vespoli Timothy Mickelson Kenneth Brown David Weinberg (t) Estados Unidos | Frederick Smallbone John Yallop Timothy Crooks Hugh Matheson David Maxwell James Clark William Mason Leonard Robertson Patrick Sweeney (t) Reino Unido                                          | Anthony Hurt Daniel Keane Lindsay Wilson Athol Earl Trevor Coker Alexander McLean David Rodger Ross Blomfield David Simmons (t) Nueva Zelanda |
| Scull individual ligero LM1X   | William Belden Estados Unidos | Harald Punt · Países Bajos · | Reto Wyss · Suiza · |
| Cuatro sin timonel ligero LM4- | Campbell Johnstone Andrew Michelmore Geoffrey Rees Colin Smith Australia                                                                               | Bram Los · Hans Pieterman · Jan Bruyn · Hans Lycklama (t) · Países Bajos · | Andrew Washburn Barry Selick James Ehrmann Peter Huntsman (t) Estados Unidos                                                                  |
| Ocho con timonel ligero LM8+   | Matthew Baldino Joseph Gaynor Ralph Nauman David Harman Eric Aserlind Richard Ewing Mick Feld Richard Grogan John Hartigan (t) Estados Unidos          | Cornelis Bos · Lex Burghgraef · Erik van der Snoek · Wim Mulder · Bert van Aken · Guus van der Werff · Chalmer Hoynck van Papendrecht · Henk Hommen · Maarten van de Broek (t) · Países Bajos · | Uwe Barwig Wolfgang Fritsch Paul Lutz Julius Nick Lutz Kalmbacher Michael Speth Ekkehard Braun Wolfgang Gabler Willi Seyer (t) RFA            |

### Femenino
| Evento                        | Oro | Plata | Bronce |
| ----------------------------- | --- | --- | --- |
| Scull individual W1X          | Christine Scheiblich RDA | Genovaitė Ramoškienė URSS | Christine Wasterlain · Bélgica · |
| Doble scull W2X               | Yelena Antonova Galina Yermolayeva URSS | Astrid Hohl Regine Adam RFA | Gisela Medefindt Rita Schmidt RDA |
| Cuatro scull con timonel W4X+ | Roswietha Reichel Ursula Unger Jutta Lau Sybille Tietze Liane Weigelt (t) RDA                                                                  | Ioana Tudoran Elisabeta Lazar Doina Bardas Teodora Boicu Elena Giurcă (t) Rumania                                                                        | Nadezhda Shcherbak Natalia Gorodilova Valentina Ivchenkova Antonina Marishkina Irina Moiseyenko (t) URSS                                          |
| Dos sin timonel W2-           | Marinela Ghiță Cornelia Neascu Rumania | Renate Bänsch Bergit Heinze RDA | Yanina Zhigovskaya Ruta Veinberga URSS |
| Cuatro con timonel W4+        | Rosel Nitsche Angelika Noack Renate Schlenzig Sabine Dähne Christa Karnath (t) RDA                                                             | Liesbeth Vosmaer-de Bruin · Ingrid Munneke-Dusseldorp · Myriam van Rooyen-Steenman · Liesbeth Pascal-de Graaff · Marijke Kraayenhof (t) · Países Bajos · | Marlene Predescu Maria Kabat Elena Avram Angelica Chertic Aneta Matei (t) Rumania                                                                 |
| Ocho con timonel W8+          | Henrietta Dobler Helma Lehmann Ilona Richter Bianka Schwede Brigitte Ahrenholz Irina Müller Gunhild Blanke Doris Mosig Sabine Brincker (t) RDA | Nina Bystrova Valentina Rubtsova Nina Abramova Sofia Shurkalova Valentina Yermakova Sergueyeva Vera Alexeyeva Nina Filatova Nina Frolova (t) URSS        | Elena Oprea Florica Petcu Georgeta Militaru Cristel Wiener Aurelia Marinescu Luliana Balaban Elena Avram Angelica Chertic Aneta Matei (t) Rumania |

## Medallero
| Núm. | País           | Oro | Plata | Bronce | Total |
| ---- | -------------- | --- | ----- | ------ | ----- |
| 1    | RDA            | 10  | 2     | 1      | 13    |
| 2    | Estados Unidos | 3   | 1     | 1      | 5     |
| 3    | URSS           | 2   | 5     | 3      | 10    |
| 4    | Rumania        | 1   | 2     | 2      | 5     |
| 5    | Australia      | 1   | 0     | 0      | 1     |
| 6    | Países Bajos   | 0   | 4     | 0      | 4     |
| 7    | RFA            | 0   | 1     | 3      | 4     |
| 8    | Reino Unido    | 0   | 1     | 1      | 2     |
| 9    | Noruega        | 0   | 1     | 0      | 1     |
| 10   | Checoslovaquia | 0   | 0     | 2      | 2     |
| 11   | Bélgica        | 0   | 0     | 1      | 1     |
| 11   | Nueva Zelanda  | 0   | 0     | 1      | 1     |
| 11   | Polonia        | 0   | 0     | 1      | 1     |
| 11   | Suiza          | 0   | 0     | 1      | 1     |
|      | TOTAL          | 17  | 17    | 17     | 51    |